# Boom, Boom, Boom, Boom!!
Boom, Boom, Boom, Boom!! is een single van de Nederlandse popgroep Vengaboys. Het was de vijfde single, afkomstig van het debuutalbum Up And Down - The Party Album. Het nummer werd in oktober 1998 uitgebracht en stond vier weken bovenaan de Top 40.
Boom, Boom, Boom, Boom!! groeide uit tot een van de grootste successen van de Vengaboys. Het was tevens de eerste single van de groep die het ook in Engeland tot de eerste plaats schopte.
Van de single werden ruim 150.000 exemplaren verkocht; goed voor dubbel-platina.

## Trivia
- Voor de coupletten in het lied werd de melodie van ABBA's Lay All Your Love on Me gebruikt.

## Tracklist

### 12 inch-single
1. "Boom, Boom, Boom, Boom!!" (airplay) 3:24
2. "Boom, Boom, Boom, Boom!!" (Brooklyn Bounce boombastic rmx) 6:56
3. "Boom, Boom, Boom, Boom!!" (Marc van Dale with Enrico rmx) 6:33
4. "Boom, Boom, Boom, Boom!!" (xxl version) 5:23
5. "Boom, Boom, Boom, Boom!!" (equator rmx) 6:19
6. "Boom, Boom, Boom, Boom!!" (Pronti & Kalmani rmx) 6:50
7. "Boom, Boom, Boom, Boom!!" (beat me up Scotty rmx) 7:38

#### Hitnotering
| "Boom, Boom, Boom, Boom" in de Nederlandse Top 40 - binnen: 31-10-1998 | "Boom, Boom, Boom, Boom" in de Nederlandse Top 40 - binnen: 31-10-1998 | "Boom, Boom, Boom, Boom" in de Nederlandse Top 40 - binnen: 31-10-1998 | "Boom, Boom, Boom, Boom" in de Nederlandse Top 40 - binnen: 31-10-1998 | "Boom, Boom, Boom, Boom" in de Nederlandse Top 40 - binnen: 31-10-1998 | "Boom, Boom, Boom, Boom" in de Nederlandse Top 40 - binnen: 31-10-1998 | "Boom, Boom, Boom, Boom" in de Nederlandse Top 40 - binnen: 31-10-1998 | "Boom, Boom, Boom, Boom" in de Nederlandse Top 40 - binnen: 31-10-1998 | "Boom, Boom, Boom, Boom" in de Nederlandse Top 40 - binnen: 31-10-1998 | "Boom, Boom, Boom, Boom" in de Nederlandse Top 40 - binnen: 31-10-1998 | "Boom, Boom, Boom, Boom" in de Nederlandse Top 40 - binnen: 31-10-1998 | "Boom, Boom, Boom, Boom" in de Nederlandse Top 40 - binnen: 31-10-1998 | "Boom, Boom, Boom, Boom" in de Nederlandse Top 40 - binnen: 31-10-1998 | "Boom, Boom, Boom, Boom" in de Nederlandse Top 40 - binnen: 31-10-1998 | "Boom, Boom, Boom, Boom" in de Nederlandse Top 40 - binnen: 31-10-1998 | "Boom, Boom, Boom, Boom" in de Nederlandse Top 40 - binnen: 31-10-1998 | "Boom, Boom, Boom, Boom" in de Nederlandse Top 40 - binnen: 31-10-1998 | "Boom, Boom, Boom, Boom" in de Nederlandse Top 40 - binnen: 31-10-1998 | "Boom, Boom, Boom, Boom" in de Nederlandse Top 40 - binnen: 31-10-1998 | "Boom, Boom, Boom, Boom" in de Nederlandse Top 40 - binnen: 31-10-1998 | "Boom, Boom, Boom, Boom" in de Nederlandse Top 40 - binnen: 31-10-1998 | "Boom, Boom, Boom, Boom" in de Nederlandse Top 40 - binnen: 31-10-1998 | "Boom, Boom, Boom, Boom" in de Nederlandse Top 40 - binnen: 31-10-1998 | "Boom, Boom, Boom, Boom" in de Nederlandse Top 40 - binnen: 31-10-1998 | "Boom, Boom, Boom, Boom" in de Nederlandse Top 40 - binnen: 31-10-1998 | "Boom, Boom, Boom, Boom" in de Nederlandse Top 40 - binnen: 31-10-1998 |
| Week                                                                   | 01                                                                     | 02                                                                     | 03                                                                     | 04                                                                     | 05                                                                     | 06                                                                     | 07                                                                     | 08                                                                     | 09                                                                     | 10                                                                     | 11                                                                     | 12                                                                     | 13                                                                     | 14                                                                     | 15                                                                     | 16                                                                     | 17                                                                     | 18                                                                     | 19                                                                     | 20                                                                     | 21                                                                     | 22                                                                     | 23                                                                     | 24                                                                     |                                                                        |
| ---------------------------------------------------------------------- | ---------------------------------------------------------------------- | ---------------------------------------------------------------------- | ---------------------------------------------------------------------- | ---------------------------------------------------------------------- | ---------------------------------------------------------------------- | ---------------------------------------------------------------------- | ---------------------------------------------------------------------- | ---------------------------------------------------------------------- | ---------------------------------------------------------------------- | ---------------------------------------------------------------------- | ---------------------------------------------------------------------- | ---------------------------------------------------------------------- | ---------------------------------------------------------------------- | ---------------------------------------------------------------------- | ---------------------------------------------------------------------- | ---------------------------------------------------------------------- | ---------------------------------------------------------------------- | ---------------------------------------------------------------------- | ---------------------------------------------------------------------- | ---------------------------------------------------------------------- | ---------------------------------------------------------------------- | ---------------------------------------------------------------------- | ---------------------------------------------------------------------- | ---------------------------------------------------------------------- | ---------------------------------------------------------------------- |
| Nummer                                                                 | 8                                                                      | 3                                                                      | 3                                                                      | 1                                                                      | 1                                                                      | 1                                                                      | 1                                                                      | 2                                                                      | 3                                                                      | 3                                                                      | 4                                                                      | 6                                                                      | 8                                                                      | 10                                                                     | 13                                                                     | 13                                                                     | 13                                                                     | 13                                                                     | 18                                                                     | 22                                                                     | 27                                                                     | 33                                                                     | 38                                                                     | 40                                                                     | uit                                                                    |

| "Boom, Boom, Boom, Boom" in de Nederlandse Single Top 100 - binnen: 24-10-1998 | "Boom, Boom, Boom, Boom" in de Nederlandse Single Top 100 - binnen: 24-10-1998 | "Boom, Boom, Boom, Boom" in de Nederlandse Single Top 100 - binnen: 24-10-1998 | "Boom, Boom, Boom, Boom" in de Nederlandse Single Top 100 - binnen: 24-10-1998 | "Boom, Boom, Boom, Boom" in de Nederlandse Single Top 100 - binnen: 24-10-1998 | "Boom, Boom, Boom, Boom" in de Nederlandse Single Top 100 - binnen: 24-10-1998 | "Boom, Boom, Boom, Boom" in de Nederlandse Single Top 100 - binnen: 24-10-1998 | "Boom, Boom, Boom, Boom" in de Nederlandse Single Top 100 - binnen: 24-10-1998 | "Boom, Boom, Boom, Boom" in de Nederlandse Single Top 100 - binnen: 24-10-1998 | "Boom, Boom, Boom, Boom" in de Nederlandse Single Top 100 - binnen: 24-10-1998 | "Boom, Boom, Boom, Boom" in de Nederlandse Single Top 100 - binnen: 24-10-1998 | "Boom, Boom, Boom, Boom" in de Nederlandse Single Top 100 - binnen: 24-10-1998 | "Boom, Boom, Boom, Boom" in de Nederlandse Single Top 100 - binnen: 24-10-1998 | "Boom, Boom, Boom, Boom" in de Nederlandse Single Top 100 - binnen: 24-10-1998 | "Boom, Boom, Boom, Boom" in de Nederlandse Single Top 100 - binnen: 24-10-1998 | "Boom, Boom, Boom, Boom" in de Nederlandse Single Top 100 - binnen: 24-10-1998 | "Boom, Boom, Boom, Boom" in de Nederlandse Single Top 100 - binnen: 24-10-1998 | "Boom, Boom, Boom, Boom" in de Nederlandse Single Top 100 - binnen: 24-10-1998 | "Boom, Boom, Boom, Boom" in de Nederlandse Single Top 100 - binnen: 24-10-1998 | "Boom, Boom, Boom, Boom" in de Nederlandse Single Top 100 - binnen: 24-10-1998 | "Boom, Boom, Boom, Boom" in de Nederlandse Single Top 100 - binnen: 24-10-1998 | "Boom, Boom, Boom, Boom" in de Nederlandse Single Top 100 - binnen: 24-10-1998 | "Boom, Boom, Boom, Boom" in de Nederlandse Single Top 100 - binnen: 24-10-1998 | "Boom, Boom, Boom, Boom" in de Nederlandse Single Top 100 - binnen: 24-10-1998 | "Boom, Boom, Boom, Boom" in de Nederlandse Single Top 100 - binnen: 24-10-1998 | "Boom, Boom, Boom, Boom" in de Nederlandse Single Top 100 - binnen: 24-10-1998 | "Boom, Boom, Boom, Boom" in de Nederlandse Single Top 100 - binnen: 24-10-1998 | "Boom, Boom, Boom, Boom" in de Nederlandse Single Top 100 - binnen: 24-10-1998 | "Boom, Boom, Boom, Boom" in de Nederlandse Single Top 100 - binnen: 24-10-1998 | "Boom, Boom, Boom, Boom" in de Nederlandse Single Top 100 - binnen: 24-10-1998 | "Boom, Boom, Boom, Boom" in de Nederlandse Single Top 100 - binnen: 24-10-1998 | "Boom, Boom, Boom, Boom" in de Nederlandse Single Top 100 - binnen: 24-10-1998 | "Boom, Boom, Boom, Boom" in de Nederlandse Single Top 100 - binnen: 24-10-1998 | "Boom, Boom, Boom, Boom" in de Nederlandse Single Top 100 - binnen: 24-10-1998 | "Boom, Boom, Boom, Boom" in de Nederlandse Single Top 100 - binnen: 24-10-1998 | "Boom, Boom, Boom, Boom" in de Nederlandse Single Top 100 - binnen: 24-10-1998 |
| Week                                                                           | 01                                                                             | 02                                                                             | 03                                                                             | 04                                                                             | 05                                                                             | 06                                                                             | 07                                                                             | 08                                                                             | 09                                                                             | 10                                                                             | 11                                                                             | 12                                                                             | 13                                                                             | 14                                                                             | 15                                                                             | 16                                                                             | 17                                                                             | 18                                                                             | 19                                                                             | 20                                                                             | 21                                                                             | 22                                                                             | 23                                                                             | 24                                                                             | 25                                                                             | 26                                                                             | 27                                                                             | 28                                                                             | 29                                                                             | 30                                                                             | 31                                                                             | 32                                                                             | 33                                                                             | 34                                                                             |                                                                                |
| ------------------------------------------------------------------------------ | ------------------------------------------------------------------------------ | ------------------------------------------------------------------------------ | ------------------------------------------------------------------------------ | ------------------------------------------------------------------------------ | ------------------------------------------------------------------------------ | ------------------------------------------------------------------------------ | ------------------------------------------------------------------------------ | ------------------------------------------------------------------------------ | ------------------------------------------------------------------------------ | ------------------------------------------------------------------------------ | ------------------------------------------------------------------------------ | ------------------------------------------------------------------------------ | ------------------------------------------------------------------------------ | ------------------------------------------------------------------------------ | ------------------------------------------------------------------------------ | ------------------------------------------------------------------------------ | ------------------------------------------------------------------------------ | ------------------------------------------------------------------------------ | ------------------------------------------------------------------------------ | ------------------------------------------------------------------------------ | ------------------------------------------------------------------------------ | ------------------------------------------------------------------------------ | ------------------------------------------------------------------------------ | ------------------------------------------------------------------------------ | ------------------------------------------------------------------------------ | ------------------------------------------------------------------------------ | ------------------------------------------------------------------------------ | ------------------------------------------------------------------------------ | ------------------------------------------------------------------------------ | ------------------------------------------------------------------------------ | ------------------------------------------------------------------------------ | ------------------------------------------------------------------------------ | ------------------------------------------------------------------------------ | ------------------------------------------------------------------------------ | ------------------------------------------------------------------------------ |
| Nummer                                                                         | 39                                                                             | 4                                                                              | 2                                                                              | 2                                                                              | 1                                                                              | 1                                                                              | 1                                                                              | 1                                                                              | 2                                                                              | 3                                                                              | 3                                                                              | 4                                                                              | 4                                                                              | 8                                                                              | 9                                                                              | 12                                                                             | 12                                                                             | 11                                                                             | 13                                                                             | 18                                                                             | 21                                                                             | 27                                                                             | 37                                                                             | 34                                                                             | 34                                                                             | 37                                                                             | 40                                                                             | 46                                                                             | 48                                                                             | 50                                                                             | 64                                                                             | 73                                                                             | 72                                                                             | 81                                                                             | uit                                                                            |

| Nummer | 20 | 12 | 6 | 1 | 1 | 1 | 3 | 3 | 3 | 3 | 4 | 5 | 8 | 15 | 19 | 27 | 33 | 39 | 45 | uit |